# Себешу де Сус (Сибињ)
Себешу де Сус (рум. Sebeșu de Sus) насеље је у Румунији у округу Сибињ у општини Раковица. Oпштина се налази на надморској висини од 469 m.

## Становништво
Према подацима из 2002. године у насељу је живело 742 становника, од којих су сви румунске националности.